# Berti jezik
Berti jezik (ISO 639-3: byt), izumrli nilsko-saharski jezik uže saharske skupine, istočnosharske podskupine, koji se nekada govori na brdima Tagabo, Darfuru i Kordofanu u sjevernom Sudanu.
Pripadnici etničke grupe Berti podijeljeni su danas na dvije zasebne skupine koje su se rascijepile u 19 stoljeću, a služe se arapskim jezikom.

## Vanjske poveznice
- Ethnologue (14th)
- Ethnologue (15th)